# 서정동 (평택시)
서정동(西井洞)은 경기도 평택시 북부(송탄 지역)에 있는 동으로, 면적은 2.84 km2이다. 동부는 시가지를 형성하고 있고, 서부는 미루머리들이 광활하게 펼쳐져 있는 평택시 북부의 중심지이다.

## 역사
- 조선 시대: 경기도 양성군 소고니면(所古尼面)[1]
- 1895년 음력 윤5월 1일 공주부 진위군 소고니면(所古尼面) 지장리(地庄里), 서정리, 갈평리(葛坪里), 송장면(松庄面) 대속동(대추동)[2]
- 1896년 8월 4일 경기도 진위군 소고니면 지장리, 서정리, 갈평리, 송장면 대속동(대추동)[3]
- 1914년 4월 1일 경기도 진위군 송탄면 서정리[4]
- 1938년 10월 1일 경기도 평택군 송탄면 서정리[5]
- 1963년 1월 1일 경기도 평택군 송탄읍 서정리[6]
- 1981년 7월 1일 경기도 송탄시 서정동[7]
- 1995년 5월 10일 경기도 평택시 서정동[8]

## 위치
- 송탄출장소 :북위 37° 3′ 59.77″ 동경 127° 3′ 53.38″ / 북위 37.0666028°  동경 127.0648278°
- 서정동주민센터 :북위 37° 4′ 4.14″ 동경 127° 3′ 16.81″ / 북위 37.0678167°  동경 127.0546694°

## 교통
국도 제1호선과 경부선이 관통한다.

## 아파트
| 단지명                    | 건설사       | 시행사                          | 주소         | 입주        | 비고            |
| ------------------------- | ------------ | ------------------------------- | ------------ | ----------- | --------------- |
| 힐스테이트 평택 더 퍼스트 | 현대건설     | 서정연립 주택재건축정비사업조합 | 서정북로 100 | 2024년 2월  | 서정연립 재건축 |
| 평택 더샵                 | 포스코이앤씨 |                                 |              |             |                 |
| 서정마을 금호타운         | 금호건설     | 금호건설                        |              | 1996년 10월 |                 |